# 唐括重国
唐括重国（?—?），金朝大臣，唐括辩的父亲。
天德元年（1149年），因为儿子唐括辩参预谋划废立，由彰德军节度使转任东平尹。唐括辩被杀，唐括重国被罢官。正隆二年（1157），唐括重国被起复授为沂州防御使，改任为清州防御使。大定初年，唐括重国与徒单拔改都是以政迹卓著闻名，历任安国军节度使、彰化军节度使、横海军节度使。